# Кобаясі Дайго
Дайго Кобаясі (яп. 小林 大悟, нар. 19 лютого 1983, Фудзі) — японський футболіст, півзахисник «Нью-Інгленд Революшн».
Виступав, зокрема, за клуб «Токіо Верді», а також національну збірну Японії.

## Клубна кар'єра
У дорослому футболі дебютував 2001 року виступами за команду клубу «Токіо Верді», в якій провів п'ять сезонів, взявши участь у 104 матчах чемпіонату. Більшість часу, проведеного у складі «Токіо Верді», був основним гравцем команди і виграв з командою Кубок Імператора в 2004 році і Суперкубок Японії в 2005 році. У тому ж році токійський клуб вилетів з Джей-ліги і футболіст на початку сезону 2006 року підписав контракт з клубом «Омія Ардія», де швидко став лідером команди.
В лютому 2009 року футболіст на правах оренди на сезон перейшов в норвезький «Стабек» . 8 березня Кобаясі дебютував за новий клуб у матчі за Суперкубок Норвегії, в якому забив гол і допоміг команді здобути трофей. Всього за рік японець зіграв у 29 матчах чемпіонату і забив 8 голів, проте норвезький клуб вирішив не викуповувати контракт гравця, який на початку 2010 року став гравцем грецького «Іракліса». У Греції Дайго рідко з'являвся на полі, через що по завершенні сезону 2010/11 покинув клуб і повернувся на батьківщину, ставши гравцем «Сімідзу С-Палса».
У січні 2013 року Кобаясі перейшов у канадський «Ванкувер Вайткепс» з МЛС, де провів сезон 2013 року, по завершенні якого клуб відмовився пропонувати йому новий контракт на сезон 2014 року  і його права були продані клубу «Нью-Інгленд Революшн» перед початком сезону в обмін на четвертий раунд драфту в MLS SuperDraft 2016. В кінці 2015 року Кобаясі отримав зелену карту США і перестав вважатись легіонером в МЛС. Наразі провів за «революціонерів» 85 матчів і забив 1 гол.

## Виступи за збірну
Виступав за молодіжну збірну Японії, у складі якої був учасником молодіжного чемпіонату світу в 2003 році, де японці досягли чвертьфіналу, і молодіжного Кубку Азії в 2002 році, де вони здобули бронзові нагороди, програвши у фіналі Південній Кореї.
9 серпня 2006 року дебютував в офіційних іграх у складі національної збірної Японії в товариському матчі проти збірної Тринідаду і Тобаго, вийшовши на 56-ій хвилині замість Кодзі Ямасе.
| Дата       | Місто | Господарі | Результат | Гості             | Турнір           | Голи | Примітки |
| ---------- | ----- | --------- | --------- | ----------------- | ---------------- | ---- | -------- |
| 09/08/2006 | Токіо | Японія    | 2 – 0     | Тринідад і Тобаго | товариський матч | -    | 56'      |
| Усього     |       | Матчів    | 1         |                   | Голів            | 0    |          |

## Титули і досягнення
- Володар Кубка Імператора Японії (2):

«Токіо Верді»: 1996, 2004
- Володар Суперкубка Японії (2):

«Токіо Верді»: 1995, 2005
- Суперкубок Норвегії (1):

«Стабек»: 2009